# União das Freguesias de Évora (São Mamede, Sé, São Pedro e Santo Antão)
União das Freguesias de Évora (São Mamede, Sé, São Pedro e Santo Antão), kürzer Évora (São Mamede, Sé, São Pedro e Santo Antão), ist eine Gemeinde (Freguesia) im portugiesischen Kreis (Concelho) von Évora. Die Gemeinde hat 4738 Einwohner auf einer Fläche von 1,13 km² (Zahlen nach Stand 2011).
Sie ist die wesentliche Innenstadtgemeinde der Stadt Évora. Die wichtigsten Baudenkmäler der UNESCO-Welterbestadt liegen hier.
Die Gemeinde entstand am 29. September 2013 mit der Gebietsreform in Portugal, durch Zusammenschluss der Gemeinden São Mamede, Santo Antão und Sé e São Pedro. São Mamede wurde offiziell Sitz dieser neu gebildeten Gemeinde.